# تحناوت (تحناوت)
تحناوت هي إحدى مشيخات المملكة المغربية، تتبع جغرافيا لإقليم الحوز وإداريًا لتحناوت. يقدر عدد سكانها بـ 4334 نسمة حسب الإحصاء الرسمي للسكان والسكنى لسنة 2004.